# Епархия Пемброка
Епархия Пемброка (лат. Dioecesis Pembrokensis) — епархия Римско-Католической церкви с центром в городе Пемброк, Канада. Епархия Пемброка входит в архиепархию Оттавы. Кафедральным собором епархии Пемброка является собор святого Колумбы в городе Пемброк.

## История
11 июля 1882 года Святой Престол учредил Апостольский викариат Понтиака, выделив его из епархий Оттавы, Труа-Ривьера и архиепархии святого Бонифация. 
4 мая 1898 года Апостольский викариат был преобразован в епархию Пемброка. 
21 сентября 1908 года епархия Пемброка передала часть своей территории новому Апостольскому викариату Темискаминга (сегодня — Епархия Тимминса).

## Ординарии епархии
- епископ Narcisse Zéphirin Lorrain (14.07.1882 — 18.12.1915);
- епископ Patrick Thomas Ryan (5.08.1916 — 15.04.1937);
- епископ Charles Leo Nelligan (16.08.1937 — 19.05.1945);
- епископ William Joseph Smith (19.05.1945 — 8.02.1971);
- епископ Joseph Raymond Windle (8.02.1971 — 5.05.1993);
- епископ Brendan Michael O’Brien (5.05.1993 — 4.12.2000)
- епископ Richard William Smith (27.04.2002 — 22.03.2007);
- епископ Michael Mulhall (30.06.2007 — по настоящее время).

## Источник
- Annuario Pontificio, Libreria Editrice Vaticana, Città del Vaticano, 2003, ISBN 88-209-7422-3